# 比韦尔 (卢森堡)
比韦尔（法语、德语、卢森堡语：Biwer）是卢森堡东部的一个市镇和小镇，属于格雷文马赫县。 